# Ołeksandr Andrijewski
Ołeksandr Petrowycz Andrijewski, ukr. Олександр Петрович Андрієвський (ur. 25 czerwca 1994 w Kijowie) – ukraiński piłkarz, grający na pozycji pomocnika.

## Kariera piłkarska

### Kariera klubowa
Wychowanek klubów Dynamo Kijów, Atłet Kijów i Metalist Charków, barwy których bronił w juniorskich mistrzostwach Ukrainy (DJuFL). Karierę piłkarską rozpoczął 9 lipca 2011 w drużynie młodzieżowej Metalista Charków, a 10 maja 2012 debiutował w podstawowym składzie charkowskiego klubu. Latem 2014 został wypożyczony na pół roku do klubu Hirnyk-Sport Komsomolsk. 9 lutego 2015 po wygaśnięciu kontraktu opuścił Metalist. W marcu 2015 podpisał kontrakt z Dynamem Kijów. 15 lipca 2016 przeszedł na zasadach wypożyczenia do Czornomorca Odessa. Latem 2017 został wypożyczony do Zorii Ługańsk.

### Kariera reprezentacyjna
Występował w juniorskich reprezentacjach Ukrainy U-17 i U-19. Potem bronił barw młodzieżówki. 10 listopada 2017 debiutował w składzie narodowej reprezentacji Ukrainy w meczu towarzyskim ze Słowacją.

## Sukcesy i odznaczenia

### Sukcesy piłkarskie
Metalist Charków
- wicemistrz Ukrainy: 2012/13
- brązowy medalista Mistrzostw Ukrainy: 2011/12